# Tour de l'Haut-Anjou
El Tour de l'Haut-Anjou (francès: Tour du Haut-Anjou) era una prova ciclista francesa per etapes que es disputava dins dels departaments de la Mayenne i Maine i Loira.
Creada el 2001, va estar reservada per a amateurs fins al 2006. Del 2007 la cursa formà part de l'UCI Europa Tour, fins a la seva última edició el 2009.

## Palmarès
| Any  | Vencedor           | Segon            | Tercer                  |
| ---- | ------------------ | ---------------- | ----------------------- |
| 2001 | Mathieu Drujon     | Mathieu Claude   | Pierre-Bernard Vaillant |
| 2002 | Tom Tiblier        | Sébastien Turgot | Vincent Jérôme          |
| 2003 | Christophe Riblon  | Tom Southam      | Sébastien Minard        |
| 2004 | Anthony Ravard     | Tomasz Smoleń    | Pierre Drancourt        |
| 2005 | Nicolas Rousseau   | Julien Simon     | Mathieu Drujon          |
| 2006 | Timothy Gudsell    | Yoann Offredo    | Perrig Quéméneur        |
| 2007 | Martijn Keizer     | Damien Gaudin    | Yoann Offredo           |
| 2008 | Dennis van Winden  | John Degenkolb   | Jérôme Cousin           |
| 2009 | Tejay van Garderen | Julien Vermote   | Romain Sicard           |